# تاكت أوب
تاكت أوبس. (باليابانية: タクトオーパス، بالروماجي: Takuto Oopasu) رسميًا تاكت أوب. (.takt op)، مشروع متعدد الوسائط يتمحور حول الموسيقى الكلاسيكية من إنتاج بانداي نامكو أرتس ودي أن إيه، يتضمن لعبة على الهواتف الذكية من تطوير غيم ستوديو [الإنجليزية] ستطلق خلال عام 2022، ومسلسل أنمي تلفزيوني من إنتاج ستوديو مابا وستوديو مادهاوس بعنوان (تاكت أوبس. القَدَر في بلدة الألحان القرمزية) عرض بين أكتوبر وديسمبر 2021 على تلفزيون طوكيو.

## القصة
في يوم ما، يضرب نيزك كبير أسود كوكب الأرض يؤدي إلى ظهور وحوش تسمى «دي تو؛ D2» تكره الأصوات المتناغمة وتستفزها الموسيقى نتيجة لهذا يتم محي كل أشكال الموسيقى وأدوات العزف، من جهة أخرى تظهر مجموعة فتيات يطلق عليهن «ميوزكارت» تعمل كل منهن تحت قيادة شخص آخر يطلق عليه «كوندكتر»، تتمحور القصة على كوندكتر يدعى تاكت، وميوزكارت تسمى أونمي (قَدَر) يعملان معًا لتدمير D2 وإعادة نشر الموسيقى في العالم.

## الشخصيات
تاكت أساهينا (朝雛タクト، Asahina Takuto)
أداء صوتي: كوكي أوتشياما
أونميه (قدر) (運命، Unmei)
أداء صوتي: كايدي هوندو
مشتري (木星، Mokusei)
أداء صوتي: ناتسو يوريتا
نجم متلألئ (きらきら星変奏曲، Kirakira-boshi)
أداء صوتي: ماريا ساشيدا [الإنجليزية]
فالكيري (ワルキューレ، Walküre)
أداء صوتي: سوميري أويساكا
كارمن (カルメン، Karumen)
أداء صوتي: يوميري هاناموري

## إعلام

### لعبة هواتف محمولة
لعبة تقمص الأدوار بعنوان تاكت أوبس. القدر في بلدة الألحان القرمزية (takt op. 運命は真紅き旋律の街を، Takt Op. Unmei wa Shinkuki Senritsu no Machi o) من تطوير غيم ستوديو [الإنجليزية] ونشر بانداي نامكو أرتس على الهواتف المحمولة في اليابان كان من المخطط إطلاقها خلال عام 2021. لكن تم تأجيل الموعد حتى عام 2022.

### أنمي تلفزيوني
في شهر مارس 2021 أعلنت كل من بانداي نامكو أرتس [الإنجليزية] ودي أن إيه عن إنتاج أنمي تلفزيوني ضمن مشروعهم (تاكت أوبس.) متعدد الوسائط، الأنمي من إخراج «يوكي إتوه» وتنفيذ كل من ستوديو مابا ومادهاوس، العمل الأصلي ينسب إلى «أوجي هيروي»، في كتابة وتركيب السلسلة «كيوكو يوشيمورا»، وتصميم الشخصيات الأصلي من قبل «لام» ومناسبتها للأنيميشن «ريكو ناغاساوا»، أما الموسيقى من ألحان «يوشيهيرو إيكي».
بدأ عرض الأنمي المتكون من 12 حلقة على شبكة تلفزيون طوكيو والمحطات التابعة لها يوم 5 أكتوبر وإنتهى يوم 22 ديسمبر 2021.

#### قائمة الحلقات
| ر. الإجمالي | العنوان                     | العنوان الأصلي                           | المخرج                                       | الكاتب                     | لوحة قصصية                             | تاريخ العرض الأصلي |
| ----------- | --------------------------- | ---------------------------------------- | -------------------------------------------- | -------------------------- | -------------------------------------- | ------------------ |
| 1           | «كوندكت -عقيدة-»            | 指揮-Creed- Shiki-Kurīdo-                | كاتسويا شيغيهارا                             | كيوكو يوشيمورا             | تاكاهيرو ميورا                         | 6 أكتوبر 2021      |
| 2           | «موسيقى -إعادة تجسيد-»      | 音楽-Reincarnation- Ongaku-Riinkānēshon- | تاكاهيرو كانيكو                              | كيوكو يوشيمورا             | يوكي إتوه                              | 13 أكتوبر 2021     |
| 3           | «صحوة -رحلة-»               | 覚醒-Journey- Kakusei-Jānī-              | تومويا كيتاغاوا                              | كيوكو يوشيمورا             | تورو إوازاوا يوكي إتوه كينئيتشي شيميزو | 20 أكتوبر 2021     |
| 4           | «إسدال الستار -وقت العرض-»  | 開演-Showtime- Kaien-Shōtaimu-           | تاكاشي إغاري توموكو هيراموكي تاكاهيرو كانيكو | كوسكي إشيكي كيوكو يوشيمورا | تسوتومو ميازاوا                        | 27 أكتوبر 2021     |
| 5           | «فروسية -فالكيري-»          | 騎行-Valkyrie- Kikō-Warukyūre-           | إيجي سودو                                    | أكيرا كيندايتشي            | كينئيتشي شيميزو                        | 3 نوفمبر 2021      |
| 6           | «شروق -ديك-»                | 朝陽-Rooster- Asahi-Rūsutā-              | تاكاهيرو كانيكو ياسوهيرو غيشي هيرومي نيشياما | كيوكو يوشيمورا             | ماساكو ساتو                            | 10 نوفمبر 2021     |
| 7           | «واقع -ضوضاء-»              | 真実-Noise- Shinjitsu-Noizu-             | يوسوكي كوبو                                  | أكيرا كيندايتشي            | يوسوكي كوبو                            | 17 نوفمبر 2021     |
| 8           | «مصير -كوزيت-»              | 運命-Cosette- Unmei-Kozetto-             | هيروفومي أوكيتا                              | أكيرا كيندايتشي            | كينئيتشي شيميزو                        | 24 نوفمبر 2021     |
| 9           | «عائلة -بطولة-»             | 家族-Eroica- Kazoku-Eroika-              | ميتسوي ياماساكي يوريهو إيشيكاوا              | كيوكو يوشيمورا             | ميتسوي ياماساكي يوريهو إيشيكاوا        | 1 ديسمبر 2021      |
| 10          | «معلم وتلميذ -ليني-»        | 師弟-Lenny- Shitei-Renī-                 | تومويا كيتاغاوا                              | أكيرا كيندايتشي            | تومويا كيتاغاوا                        | 8 ديسمبر 2021      |
| 11          | «التجهيز للمعركة -أورفيوس-» | 臨戦-Orpheus- Rinsen-Orufe-              | ياسوهيرو غيشي تاكاهيرو كانيكو                | كيوكو يوشيمورا             | شيغيوكي ميا                            | 15 ديسمبر 2021     |
| 12 أخيرة    | «تاكت -الأمل-»              | -Hope- 託人 Takuto-Hōpu-                 | كاتسويا شيغيهارا                             | كيوكو يوشيمورا             | كينئيتشي شيميزو كاتسويا شيغيهارا       | 22 ديسمبر 2021     |

## طالع أيضًا
- فيفي: اغنية عين الفلوريت
- جاهي العظيمة لا يمكن أن تهزم
- لاف لايف!
- الأنمي في 2021

## روابط خارجية
- الموقع الرسمي للمشروع (باليابانية)
- الموقع الرسمي للعبة (باليابانية)
- الموقع الرسمي للأنمي (باليابانية)
- تاكت أوب.  في شبكة أخبار الأنمي